# TWS (音楽グループ)
TWS（トゥアス、朝: 투어스）は、韓国の6人組ボーイズグループ。PLEDISエンターテインメント所属。公式ファンダムネームは42（サイ、朝: 사이）。2024年1月22日、ミニアルバム『Sparkling Blue』でデビュー。

## 概要
HYBE傘下レーベル・PLEDISエンターテインメントより、SEVENTEEN以来9年ぶりとなるボーイズグループであり、HYBEにおける、2024年初となるグループ。デビュー時のグループの平均年齢は17.8歳であり、メンバーは、韓国人5人と中国人1人で構成されている。
グループ名「TWS」は「TWENTY FOUR SEVEN WITH US」の略で「24/7（TWENTY FOUR SEVEN）」は「1日」や「1週間」「全ての瞬間」などを表す英語表現であり「いつもTWSと共に」という意味が込められている。SEVENTEENに続き、数字を用いたグループ名となっている。
公式ファンダムネーム「42」は「関係」という意味の韓国語「サイ（朝: 사이）」に由来し、TWSと全ての瞬間を共にする最も特別な「関係」になるファンを意味している。PLEDISエンターテインメントは「毎日新しいエピソードと楽しさで、TWSと42が一緒に過ごすこれからの時間を楽しみにしてほしい」としている。
TWSは、独自の音楽ジャンル「ボーイフッド・ポップ（Boyhood Pop）」を掲げており、幻想的で感覚的なサウンドで、ファンの平凡な日常を特別なものにする大切な友達になりたい、という想いが込められている。デビューミニアルバム『Sparkling Blue』は、SEVENTEENやAFTERSCHOOL、IZ*ONEなどのアルバムを担当した、プロデューサーのハン・ソンスが手がけている。

## 来歴

### 韓国

#### デビュー前
- 2023年11月7日、PLEDISエンターテインメントにより、2024年にデビューする新たなボーイズグループの計画が発表された[9]。
- 12月21日、グループ名「TWS」が発表された[10]。また同日、グループの公式SNSが開設され、グループのロゴモーションビデオが公開された[11]。

#### 2024年（韓国）
- 1月2日、先行シングル「Oh Mymy : 7s」を配信リリース。また同日、グループ初となるパフォーマンス映像も公開された[12]。翌日3日には、ファンコミュニティプラットフォーム・Weverseがオープンした[13]。
- 1月22日、1stミニアルバム『Sparkling Blue』をリリース[5]。2月14日には、タイトル曲「plot twist」が、MBC M『SHOW CHAMPION』にてグループ初となる音楽番組1位を獲得した[14]。デビューから23日での音楽番組1位獲得となった[15]。
- 4月2日、グループのファンダムネームが「42（サイ）」に決定[4]。また同日、公式ファンクラブが開設された[16]。
- 6月5日、先行シングル「hey! hey!」を配信リリース[17]。
- 6月24日、2ndミニアルバム『SUMMER BEAT!』をリリース[18]。本アルバムは、前作に引き続き、ハーフミリオンを達成し[19]、オリコンでは、初登場2位を獲得[20]。
- 11月21日、ドルビー・シアターにて開催された「2024 MAMA AWARDS」において「Best New Male Artist」「Best Dance Performance Male Group」を受賞[21]。
- 11月25日、1stシングルアルバム「Last Bell」をリリース[22]。本アルバムは、初日330,875枚を売り上げ、グループの自己記録を更新した[23]。

#### 2025年（韓国）
- 2月14日・15日・16日、グループ初となるファンミーティング「2025 TWS 1ST FANMEETING ＜42:CLUB＞ IN SEOUL」をオリンピック公園にて開催[24]。
- 4月21日、3rdミニアルバム『TRY WITH US』をリリース[25]。タイトル曲「Countdown!」は、音楽番組6冠を獲得し、週すべての音楽番組で1位を獲得する「グランドスラム」を達成した[26]。
- 6月20日・21日・22日、グループ初となる単独コンサート「2025 TWS TOUR '24/7:WITH:US' IN SEOUL」を蚕室室内体育館にて開催[27]。

### 日本

#### 2024年（日本）
- 3月2日、東京・国立代々木競技場第一体育館にて開催されたファッションイベント「マイナビ 東京ガールズコレクション 2024 SPRING/SUMMER」に出演。グループ初となる日本でのパフォーマンスを披露した[28]。
- 3月4日、東京・六本木ヒルズアリーナにて、リリース記念ショーケース「TWS Debut Showcase 'Sparkling Blue' in JAPAN」を開催[29][30]。
- 3月8日、フジテレビTWO ドラマ・アニメにて『TWS DOCUMENT 2024.01.22』が放送された[31]。本番組は、メディアショーケースのリハーサルとデビュー当日に密着したドキュメンタリー番組であり[32]、5月14日には、フジテレビにて放送された[33]。
- 4月14日、神奈川・Kアリーナ横浜にて開催されたテレビ朝日開局65周年記念イベント「The Performance」に出演[34]。
- 5月11日、千葉・ZOZOマリンスタジアムにて開催された「KCON JAPAN 2024」内の「M COUNTDOWN STAGE」に出演[35]。

#### 2025年（日本）
- 3月15日・16日、グループ初となる日本ファンミーティング「2025 TWS 1ST FANMEETING ＜42:CLUB＞ IN JAPAN」を武蔵野の森総合スポーツプラザにて開催。本公演中、7月に日本デビューすることが発表された[36]。
- 7月2日、日本1stシングル「はじめまして」をリリースし、日本デビュー[37]。初週15.0万枚を売り上げ、7月8日発表の「オリコン週間シングルランキング」で初登場1位を獲得した[38]。リリースに先駆け、5月19日・6月2日には「plot twist -Japanese ver.-」「BLOOM (feat. Ayumu Imazu)」が先行配信された[39][40]。
- 7月11日より、グループ初の日本ツアー「2025 TWS TOUR '24/7:WITH:US' IN JAPAN」をスタート[41]。広島・愛知・福岡・宮城・大阪・神奈川の6都市で全13公演を開催し[42]、計5万人を動員[43]。

## メンバー
| 画像 | 名前                     | 本名               | 本名     | 本名   | 本名          | 生年月日              | 身長    | 血液型 | 出身地              | ポジション                    |
| 画像 | 名前                     | 仮名               | ハングル | 漢字   | ローマ字      | 生年月日              | 身長    | 血液型 | 出身地              | ポジション                    |
| ---- | ------------------------ | ------------------ | -------- | ------ | ------------- | --------------------- | ------- | ------ | ------------------- | ----------------------------- |
|      | シニュ SHINYU 신유       | シン・ジョンファン | 신정환   | 申晶㬊 | Shin Junghwan | 2003年11月7日（21歳） | 182cm   | O型    | 韓国 忠清南道礼山郡 | リーダー メインラッパー       |
|      | ドフン DOHOON 도훈       | キム・ドフン       | 김도훈   | 金道勳 | Kim Dohoon    | 2005年1月30日（20歳） | 182cm   | B型    | 韓国 ソウル特別市   | オールラウンダー              |
|      | ヨンジェ YOUNGJAE 영재   | チェ・ヨンジェ     | 최영재   | 崔英宰 | Choi Youngjae | 2005年5月31日（20歳） | 183cm   | AB型   | 韓国 慶尚道金海市   | メインボーカル                |
|      | ハンジン HANJIN 한진     | ハン・ジェン       | 한진     | 韩振   | Han Zhen      | 2006年1月5日（19歳）  | 176cm   | -      | 中国 河南省新郷県   | ビジュアル サブボーカル       |
|      | ジフン JIHOON 지훈       | ハン・ジフン       | 한지훈   | 韓志薫 | Han Jihoon    | 2006年3月28日（19歳） | 178.9cm | B型    | 韓国 ソウル特別市   | メインダンサー サブボーカル   |
|      | ギョンミン KYUNGMIN 경민 | イ・ギョンミン     | 이경민   | 李炅潣 | Lee Kyungmin  | 2007年10月2日（17歳） | 176cm   | O型    | 韓国 京畿道金浦市   | リードボーカル リードダンサー |

## ディスコグラフィ

### 韓国

#### ミニアルバム
|     | 発売日        | タイトル       | 商品番号 | 形態 | 形態           | 収録曲 | 順位 | 売上枚数  | 表題曲                     |
| --- | ------------- | -------------- | -------- | ---- | -------------- | --- | ---- | --------- | -------------------------- |
| 1st | 2024年1月22日 | Sparkling Blue | PLD0349  | CD   | Sparkling ver. | 収録曲 1. plot twist 2. unplugged boy 3. first hooky 4. BFF 5. Oh Mymy : 7s                                 | 1位  | 598,479枚 | plot twist                 |
| 1st | 2024年1月22日 | Sparkling Blue | PLD0349  | CD   | Lucky ver.     | 収録曲 1. plot twist 2. unplugged boy 3. first hooky 4. BFF 5. Oh Mymy : 7s                                 | 1位  | 598,479枚 | plot twist                 |
| 2nd | 2024年6月24日 | SUMMER BEAT!   | PLD0400  | CD   | OUR ver.       | 収録曲 1. YOU+ME=7942 2. If I'm S, Can You Be My N? 3. hey! hey! 4. Double Take 5. Keep On 6. Fire Confetti | 1位  | 683,051枚 | If I'm S, Can You Be My N? |
| 2nd | 2024年6月24日 | SUMMER BEAT!   | PLD0400  | CD   | NOW ver.       | 収録曲 1. YOU+ME=7942 2. If I'm S, Can You Be My N? 3. hey! hey! 4. Double Take 5. Keep On 6. Fire Confetti | 1位  | 683,051枚 | If I'm S, Can You Be My N? |
| 3rd | 2025年4月21日 | TRY WITH US    | PLD0581  | CD   | Try ver.       | 収録曲 1. Lucky to be loved 2. Countdown! 3. Random Play 4. Freestyle 5. Now Playing 6. GO BACK             | 1位  | 725,078枚 | Countdown!                 |
| 3rd | 2025年4月21日 | TRY WITH US    | PLD0581  | CD   | boY ver.       | 収録曲 1. Lucky to be loved 2. Countdown! 3. Random Play 4. Freestyle 5. Now Playing 6. GO BACK             | 1位  | 725,078枚 | Countdown!                 |

#### シングルアルバム
|     | 発売日         | タイトル  | 商品番号 | 形態 | 形態      | 収録曲                                         | 順位 | 売上枚数  | 表題曲        |
| --- | -------------- | --------- | -------- | ---- | --------- | ---------------------------------------------- | ---- | --------- | ------------- |
| 1st | 2024年11月25日 | Last Bell | PLD0498  | CD   | Main ver. | 収録曲 1. Highlight 2. Last Festival 3. Comma, | 1位  | 621,343枚 | Last Festival |

#### 配信限定シングル
|     | 配信日        | タイトル     | 規格                   | 収録アルバム   |
| --- | ------------- | ------------ | ---------------------- | -------------- |
| 1st | 2024年1月2日  | Oh Mymy : 7s | デジタル・ダウンロード | Sparkling Blue |
| 2nd | 2024年6月5日  | hey! hey!    | デジタル・ダウンロード | SUMMER BEAT!   |
| 3rd | 2024年6月28日 | Uptown Girl  | デジタル・ダウンロード | 未収録         |

#### サウンドトラック
- 「Brand New Day」- JTBC『グッドボーイ』サウンドトラック（2025年）[53]

#### ミュージックビデオ
| 公開日         | タイトル                   | リンク | 収録作品       |
| -------------- | -------------------------- | ------ | -------------- |
| 2024年1月22日  | plot twist                 | ▶︎      | Sparkling Blue |
| 2024年2月18日  | BFF                        | ▶︎      | Sparkling Blue |
| 2024年6月5日   | hey! hey!                  | ▶︎      | hey! hey!      |
| 2024年6月24日  | If I'm S, Can You Be My N? | ▶︎      | SUMMER BEAT!   |
| 2024年7月14日  | Double Take                | ▶︎      | SUMMER BEAT!   |
| 2024年11月25日 | Last Festival              | ▶︎      | Last Bell      |
| 2025年4月21日  | Countdown!                 | ▶︎      | TRY WITH US    |
| 2025年5月12日  | Lucky to be loved          | ▶︎      | TRY WITH US    |

### 日本

#### シングル
|     | 発売日       | タイトル     | 規格品番   | 形態 | 形態        | 順位 | 売上枚数  | 収録アルバム |
| --- | ------------ | ------------ | ---------- | ---- | ----------- | ---- | --------- | ------------ |
| 1st | 2025年7月2日 | はじめまして | TYCT-39305 | CD   | 初回限定盤A | 1位  | 176,028枚 | 未収録       |
| 1st | 2025年7月2日 | はじめまして | TYCT-39306 | CD   | 初回限定盤B | 1位  | 176,028枚 | 未収録       |
| 1st | 2025年7月2日 | はじめまして | TYCT-30159 | CD   | 通常盤      | 1位  | 176,028枚 | 未収録       |

#### 書籍
- SUMMER BEAT! (THE PIANO SCORE : TWS)（2024年11月7日）[55]

#### ミュージックビデオ
| 公開日        | タイトル     | リンク | 収録作品     |
| ------------- | ------------ | ------ | ------------ |
| 2025年6月30日 | はじめまして | ▶︎      | はじめまして |

## タイアップ
| 起用年 | タイトル                  | タイアップ先                                                                               |
| ------ | ------------------------- | ------------------------------------------------------------------------------------------ |
| 2024年 | plot twist                | ミュージック・ジャパンTV『最新! ミュージック・ジャパンTVカウントダウン』エンディングテーマ |
| 2025年 | BLOOM (feat. Ayumu Imazu) | テレビアニメ『ブスに花束を。』オープニングテーマ                                           |

## 公演

### ファンミーティング
- 2025 TWS 1ST FANMEETING ＜42:CLUB＞ IN SEOUL（2025年2月14日 - 16日、オリンピック公園）[24]
- 2025 TWS 1ST FANMEETING ＜42:CLUB＞ IN JAPAN（2025年3月15日・16日、武蔵野の森総合スポーツプラザ）[24]

### ショーケース
- TWS Debut Showcase 'Sparkling Blue'（2024年1月22日、ブルースクエア）[58][59]
- TWS Debut Showcase 'Sparkling Blue' in JAPAN（2024年3月4日、六本木ヒルズアリーナ）[29][30]
- TWS 'Last Bell' Showcase ＜A WINTER NIGHT'S DREAM＞（2024年11月25日、ブルースクエア）[60][61]
- TWS Comeback Showcase ＜TRY WITH US＞（2025年4月21日、ブルースクエア）[62]
- TWS Japan 1st Single「はじめまして」発売記念 "PREMIUM SHOWCASE"（2025年7月2日、Spotify O-EAST）[63]

### 合同公演
- マイナビ 東京ガールズコレクション 2024 SPRING/SUMMER（2024年3月2日、国立代々木競技場第一体育館）[28]
- The Performance（2024年4月14日、Kアリーナ横浜）[34]
- KCON JAPAN 2024（2024年5月11日、ZOZOマリンスタジアム）[35]
- 2024 Weverse Con Festival（2024年6月15日・16日、仁川インスパイア・エンターテインメント・リゾート）[64]
- KCON LA 2024（2024年7月27日、クリプト・ドットコム・アリーナ）[65]
- お台場冒険王2024 ～人気者にアイ♡LAND～（2024年8月8日、SUMMER SPLASH! スタジアム）[66]
- ベストヒット歌謡祭2024（2024年11月14日、大阪城ホール）[67]
- 2024 MAMA AWARDS（2024年11月21日、ドルビー・シアター）[68]
- 2024 SBS歌謡大祭典（2024年12月25日、インスパイア・アリーナ）[69]
- 2025 Weverse Con Festival（2025年5月31日・6月1日、仁川インスパイア・エンターテインメント・リゾート）[70]
- The MusiQuest（2025年7月6日、国立代々木競技場第一体育館）[71]
- ROCK IN JAPAN FESTIVAL 2025（2025年9月15日、千葉市蘇我スポーツ公園）[72]

### イベント
- TWS : THE MUSEUM VISITOR POP-UP STORE（2024年1月18日 - 31日、THE HYUNDAI SEOUL）[73]
- TWS SPARKLING DAYS : THE AZIT（2025年1月20日 - 23日、DRC弘大）[74]
- 「2025 TWS 1ST FANMEETING ＜42:CLUB＞ IN JAPAN」POP-UP STORE（2025年3月8日 - 16日、ZeroBase Labs 新宿）[75]

## 出演

### テレビ番組
- Venue101（2024年3月2日、NHK総合）[76]
- TWS DOCUMENT 2024.01.22（2024年3月8日・5月14日、フジテレビTWO ドラマ・アニメ / フジテレビ）[31][33]
- BREAK OUT（2024年4月3日・7月24日、テレビ朝日系）[77][78]
- with MUSIC（2024年4月27日・9月7日、日本テレビ系）[79][80]
- バズリズム02（2024年5月3日、日本テレビ系）[81]
- M:ZINE（2024年5月10日・17日・24日・2025年1月24日、テレビ朝日系）- ピックアップアーティスト[82][83]
- ハングルッ!ナビ（2024年7月、NHK Eテレ）- マンスリーゲスト[84]
- 週刊ナイナイミュージック（2024年8月28日、フジテレビ）[85]
- ベストヒット歌謡祭2024（2024年11月14日、読売テレビ・日本テレビ系）[86]
- 2024 FNS歌謡祭（2024年12月4日、フジテレビ系）[87]
- めざましテレビ（2025年1月30日、フジテレビ系）[88]
- DayDay.（2025年2月18日、日本テレビ系）[89]
- THE MUSIC DAY 2025（2025年7月5日〈予定〉、日本テレビ系）[90]

### ネット配信
- THE FIRST TAKE（YouTube）
  - 「If I'm S, Can You Be My N?」（2024年9月11日）[91]

### 広告
- ロッテ七星飲料「ミルキス」（2024年）[92]
- 新世界免税店「Play with us」（2024年）[93]
- KANGOL（2024年）[94]
- MEDIHEAL（2024年）[95]
- 3CE「FITTING MESH CUSHION」（2024年）[96]
- SKOOLOOKS（2024年）- 専属モデル[97]
- CELINE（2024年）- アンバサダー[98]

### 雑誌
日本
- Ray 3月号特別版（2024年1月23日、主婦の友社）[99]
- ViVi（講談社）
  - ViVi 3月号（2024年1月23日）[100]
  - ViVi 4月号特別版（2024年2月22日）[101]
  - ViVi 9月号（2025年7月23日）[102]
- non-no 6月号特別版（2024年4月19日、集英社）[103]
- 韓流ぴあ 7月号特別版（2024年5月22日、ぴあ株式会社）[104]
- JUNON 8月号（2024年6月21日、主婦と生活社）[105]
- CanCam 8月号（2024年6月21日、小学館）[106]
- エル・ジャポン 12月号（2024年10月28日、ハースト婦人画報社）[107]
- Men's PREPPY（株式会社ヘリテージ）
  - Men's PREPPY 1月号（2024年11月29日）[108]
  - Men's PREPPY 8月号（2025年7月1日）[109]
- bis 冬号（2024年11月29日、光文社）[110]
- S Cawaii! ME 2025 SPRING（2025年4月3日、イマジカインフォス）[111]

## 受賞歴
2024年
- ASIA STAR ENTERTAINER AWARDS 2024「Best New Artist」受賞[112]
- 2024 K-WORLD DREAM AWARDS「Super Rookie」受賞[113]
- 2024 THE FACT MUSIC AWARDS「Next Reader」受賞[114]
- 2024 THE FACT MUSIC AWARDS「Artist of the Year」受賞[114]
- 2024 THE FACT MUSIC AWARDS「Today's Choice」受賞[114]
- 2024 MAMA AWARDS「Best New Male Artist」受賞[21]
- 2024 MAMA AWARDS「Best Dance Performance Male Group」受賞[21]
- 2024 Melon Music Awards「Top 10 Artist」受賞[115]
- 2024 Melon Music Awards「New Artist of the Year」受賞[115]
- Asia Artist Awards 2024「Rookie of the Year」受賞[116]
- Hanteo Music Awards 2024「Artist of the Year」受賞[117]

2025年
- 第39回ゴールデンディスク賞「Best Digital Song」受賞（「plot twist」）[118]
- 第39回ゴールデンディスク賞「Rookie Artist of the Year」受賞[118]
- D Awards 2025「Rookie of the Year」受賞[119]
- D Awards 2025「Delights Blue Label」受賞[119]
- D Awards 2025「Dreams Silver Label」受賞[119]

### 音楽番組首位
| 年     | 受賞歴 |
| ------ | --- |
| 2024年 | - plot twist（5冠） - 2月14日・21日：MBC M『SHOW CHAMPION』（2週連続） - 2月20日：SBS M『THE SHOW』 - 2月23日：KBS2『ミュージックバンク』 - 3月24日：SBS『SBS人気歌謡』 - If I'm S, Can You Be My N?（3冠） - 7月2日：SBS M『THE SHOW』 - 7月3日：MBC M『SHOW CHAMPION』 - 7月5日：KBS2『ミュージックバンク』 |
| 2025年 | - Countdown!（6冠） - 4月29日：SBS M『THE SHOW』 - 4月30日：MBC M『SHOW CHAMPION』 - 5月1日：Mnet『M COUNTDOWN』 - 5月2日：KBS2『ミュージックバンク』 - 5月3日：MBC『ショー!音楽中心』 - 5月4日：SBS『SBS人気歌謡』 合計：14冠                                                                                |